# Magda Nos Loppe
Magda Nos Loppe (Bordeus, França, 1 d'agost de 1947) és una escaladora i alpinista francesa, d'origen català, nascuda a l'exili.
Amb 17 anys afronta la seva primera escalada. Ja als Estats Units inicia la seva aventura expedicionaria amb sortides i ascensions a Mèxic, Kenya, Andes i l'Índia, on va aconseguir pujar al cim del Nun Kun. Ha realitzat diverses expedicions a muntanyes de més de 8.000 metres, com el Yalung Kang (1987), que va intentar escalar en solitari, el Gasherbrum II (1991), l'Everest (1993), el Broad Peak (1994) i el Kanchenjunga (1995). El 19 de setembre de 1989, juntament amb Mònica Verge Folia, aconseguí el Cho Oyu (8.201 m), el primer vuit mil femení de l'Estat espanyol. El 1992 esdevingué la primera dona de l'Estat espanyol que pujà dos vuit mils en assolir el Shisha Pangma Central. L'any 1999 fundà Namlo International, dedicada a l'educació infantil al Nepal. La seva residència es troba repartida entre Barcelona, Colorado i el Nepal.